# Peter Steinacker

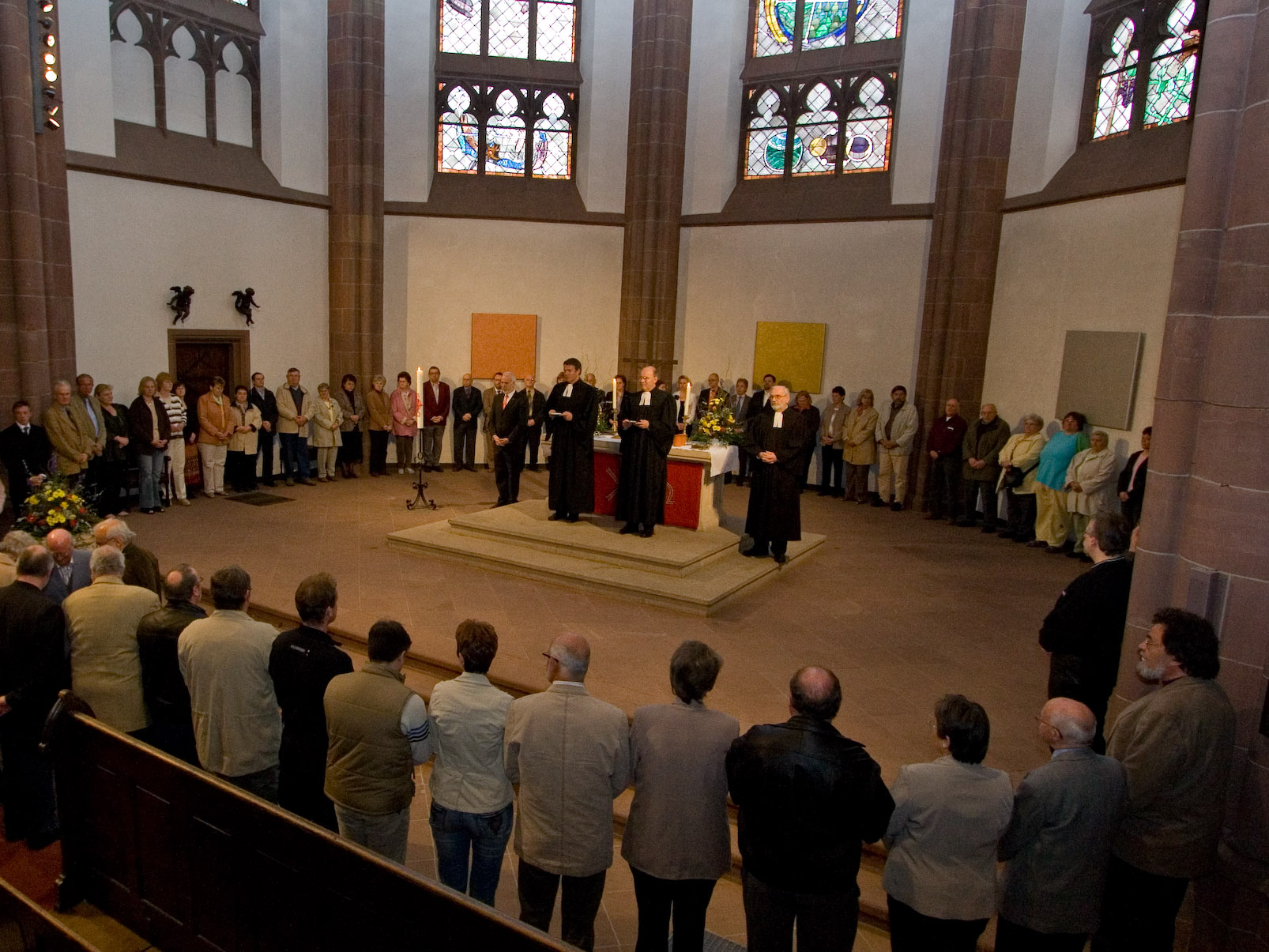
Abendmahl bei einem Gottesdienst in der Dreikönigskirche (Frankfurt am Main) unter Leitung von Peter Steinacker (2007)

Peter Steinacker (* 12. Dezember 1943 in Frankfurt am Main; † 14. April 2015 ebenda) war ein deutscher evangelischer Theologe und von 1993 bis 2008 Kirchenpräsident der Evangelischen Kirche in Hessen und Nassau.

## Werdegang
Peter Steinacker wurde als Sohn des Frankfurter Rechtsanwalts Fritz Steinacker geboren. Er legte in seiner Heimatstadt das Abitur ab und studierte in Frankfurt, Tübingen und Marburg evangelische Theologie und Philosophie. In Marburg promovierte er über Das Verhältnis der Philosophie Ernst Blochs zur Mystik und trat eine Assistentenstelle an der dortigen theologischen Fakultät an. 1975 wechselte er auf eine Assistentenstelle an der Gesamthochschule Wuppertal. Seine Schwerpunkte dort waren das Alte Testament und die Systematische Theologie. Seine Marburger Habilitationsschrift von 1980 trug den Titel Kennzeichen der Kirche. Er wurde in der Rheinischen Kirche ordiniert und arbeitete ab 1985 als Gemeindepfarrer in der Evangelischen Kirchengemeinde Unterbarmen-Mitte in Wuppertal.
Er war mit der Psychotherapeutin Inge Steinacker (1945–2020) verheiratet. Das Paar hat eine Tochter.

## Tätigkeiten
1993 wurde Steinacker von der Synode der Evangelischen Kirche in Hessen und Nassau zum Kirchenpräsidenten gewählt. Nach der Wiederwahl 2000 dauerte seine Amtszeit bis Ende 2008, sein Nachfolger wurde Volker Jung.
Peter Steinacker hatte eine Honorarprofessur für Systematische Theologie an der Universität Marburg und einen Lehrauftrag an der Universität Frankfurt inne.
In Steinackers Amtszeit fielen mit der Reform der „Mittleren Ebene“ als Stärkung und Konzentration der Dekanate, dem Kirchenreformprozess „Perspektive 2025“ und dem Kooperationsprozess mit der Evangelischen Kirche von Kurhessen-Waldeck wichtige innerkirchliche Strukturveränderungen. Er initiierte ein Studienprogramm, in dem regelmäßig Pfarrer der EKHN ein Studienjahr an der al-Azhar-Universität Kairo verbringen, um Islamische Theologie zu studieren. Ein Schwerpunkt seiner Amtszeit lag auf der Stärkung der Beziehungen zu den Partnerkirchen der EKHN in Afrika und Asien sowie in der Unterzeichnung einer Partnerschaftsvereinbarung mit der United Church of Christ 2008.
In der Nachfolge seines Vor-Vorgängers als Kirchenpräsident Helmut Hild verantwortete Steinacker die dritte und vierte EKD-Erhebung zur Kirchenmitgliedschaft als Herausgeber.
Steinacker war Mitglied im Präsidium des Deutschen Evangelischen Kirchentages und war Schirmherr des umstrittenen Projektes Bibel in gerechter Sprache.
Ein besonderer Schwerpunkt Steinackers lag auf der theologischen Deutung des Werkes Richard Wagners. In jährlichen Vorträgen in der Frankfurter Alten Oper kommentierte er Wagner’sche Opern theologisch.
Steinacker gehörte der Jury des jährlich vergebenen Schlappekicker-Preises der Frankfurter Rundschau an, mit dem unter anderem sozial und integrative wirkende Einzelpersonen, Gruppen und Vereine ausgezeichnet werden.

## Hessischer Kulturpreis
Peter Steinacker wurde gemeinsam mit Karl Kardinal Lehmann, Fuat Sezgin und Salomon Korn der Hessische Kulturpreis 2009 zuerkannt, da diese Persönlichkeiten sich um den Dialog zwischen den Religionen verdient gemacht hätten. Nach Sezgins Ablehnung wurde, zunächst mit Zustimmung Steinackers, Lehmanns und Korns, der Schriftsteller und Islamwissenschaftler Navid Kermani ausgewählt. Später erklärten Steinacker und Lehmann, wegen eines Artikels von Kermani in der NZZ sei es ihnen nicht mehr möglich, den Preis gemeinsam mit Kermani anzunehmen, da dieser, so Steinacker, bekundet habe, dass er die Kreuzestheologie „für Gotteslästerung hält und in die Nähe von Pornographie rückt“. Daraufhin wurde seitens der hessischen Landesregierung die Preiszuerkennung an Kermani zunächst zurückgenommen; später wurde die gesamte Preisverleihung verschoben. Die Angelegenheit fand ein breites Presseecho, welches besonders für Lehmann, aber auch für Steinacker überwiegend negativ ausfiel. Dabei wurde auf eine „Gedankenbewegung“ hin zum Kreuz in Kermanis Artikel verwiesen. Letztlich entschlossen sich Steinacker und Lehmann, nach einem Gespräch mit Kermani, doch zur gemeinsamen Annahme des Preises, der am 26. November 2009 schließlich an die vier Preisträger vergeben wurde.

## Ehrungen
Die Johann Wolfgang Goethe-Universität in Frankfurt am Main verlieh Steinacker die Ehrendoktorwürde für seine Verdienste um die wissenschaftliche Theologie.
Am 26. November 2009 wurde Steinacker der zunächst durch ein Moratorium ausgesetzte Hessische Kulturpreis 2009 verliehen.

## Werke (in Auswahl)
- Richard Wagner und die Religion. Wissenschaftliche Buchgesellschaft, Darmstadt 2008, ISBN 978-3-534-21438-9.
- Absolutheitsanspruch und Toleranz: Systematisch-theologische Beiträge zur Begegnung der Religionen. Lembeck, Frankfurt am Main 2006, ISBN 3-87476-510-5.
- Kirche in der Vielfalt der Lebensbezüge. Die vierte EKD-Erhebung über Kirchenmitgliedschaft. Hg. von Johannes Friedrich, Wolfgang Huber, Peter Steinacker. Gütersloher Verlagshaus, Gütersloh 2006, ISBN 3-579-05527-5.
- Warum die christliche Religion gut für ein Land ist: Am Beispiel christlicher Feste. Spenner, Kamen 2003, DNB 967385733.
- Fremde Heimat Kirche. Die dritte EKD-Erhebung über Kirchenmitgliedschaft. Hg. von Klaus Engelhardt, Hermann von Löwenich, Peter Steinacker. Gütersloher Verlagshaus, Gütersloh 1997, ISBN 3-579-05527-5.
- Die Kennzeichen der Kirche: Eine Studie zu ihrer Einheit, Heiligkeit, Katholizität und Apostolizität. de Gruyter, Berlin und New York 1981, ISBN 3-11-008493-7, zugleich Habilitationsschrift Philipps-Universität Marburg 1980.
- Das Verhältnis der Philosophie Ernst Blochs zur Mystik. Philipps-Universität Marburg, Dissertation 1973, DNB 751155462.

Festschrift
- Hermann Deuser, Gesche Linde, Sigurd Rink (Hrsg.): Theologie und Kirchenleitung: Festschrift für Peter Steinacker zum 60. Geburtstag (= Marburger Theologische Studien. Band 75). Elwert, Marburg 2003, ISBN 3-7708-1243-3.